# Theba andalusica
Theba andalusica is een slakkensoort uit de familie van de Helicidae. De wetenschappelijke naam van de soort is voor het eerst geldig gepubliceerd in 1987 door E. Gittenberger & Ripken.